# Terra de Pão, Terra de Luta
Terra de Pão, Terra de Luta (1977) é um documentário de longa-metragem de José Nascimento. É, como outros da sua época e do seu género, obra histórica e filme militante.

## Sinopse
O filme procura situar as componentes históricas, económicas e sócias, isto é, políticas, do processo da Reforma Agrária, numa linha didáctica, explicando como foi e como é a sua consolidação no Alentejo.

## Ficha técnica
- Argumento: José Nascimento
- Realização: José Nascimento
- Produção: Cinequipa
- Produção executiva: João Faria Aboim e Gabriela Cerqueira
- Fotografia: Vítor Estêvão
- Assistente de imagem: Alexandre Gonçalves
- Som: Carlos Alberto Lopes
- Assistente de som: José Lopa Gonçalves
- Montagem: José Nascimento e Monique Routler
- Assistente de montagem: Vítor Ferreira
- Formato: 16 mm cor
- Género: documentário histórico (filme militante)
- Duração: 70’